# Costa Cordalis
Konstantinos Cordalis —en griego: Κώστας Κορδαλής—, conocido como Costa Cordalis (Elatia, 1 de mayo de 1944-Mallorca, 2 de julio de 2019), fue un cantante alemán de schlager de origen griego. 

## Biografía
Se trasladó a Alemania en 1963. Su gran éxito fue la canción «Anita» publicada en 1976 y que alcanzó los 10 primeros puestos de las listas de Alemania, Suiza y Austria.
En 1980 participó en la preselección alemana para el festival de Eurovisión con el tema «Pan» compuesto por Ralf Siegel, quedando en segundo lugar.

## Galardones
- 1981: Goldene Stimmgabel
- 1986: Goldene Stimmgabel